# Coptops liturata
Coptops liturata là một loài bọ cánh cứng trong họ Cerambycidae.